# Craig Sword
Craig Sword (Montgomery, 16 gennaio 1994) è un cestista statunitense.